# ミリオン (道路元標)

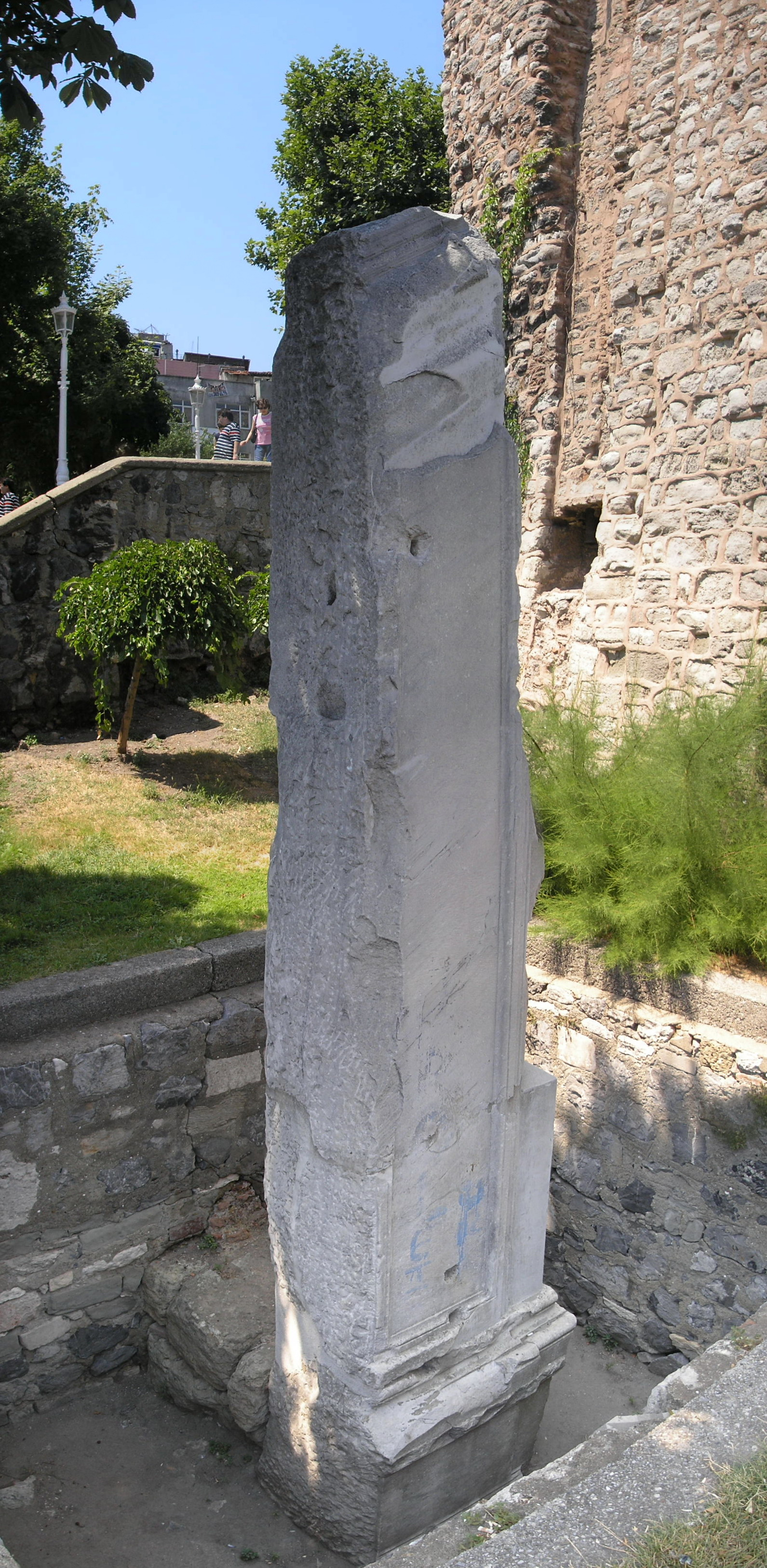
現在は、ミリオンの残骸の一部がバシリカ・シスタンの近くに立てられている。

ミリオン（ギリシャ語: Μίλιον or Μίλλιον, Míllion; トルコ語: Milyon taşı）は、4世紀初頭にコンスタンティノープル（現トルコ・イスタンブール）で建設されたモニュメントである。ローマ帝国および東ローマ帝国における道路元標の役割を果たし、各地方に伸びる道でコンスタンティノープルからの距離を測る基準となった。コンスタンティノープルがローマ帝国の首都となるにあたり、ローマのフォロ・ロマーノにある黄金の里程標 (Milliarium Aureum) にならって建設された。本来のミリオンは巨大な4面のアーチの上にドームが載り、彫刻や絵画で装飾されていた。1453年のオスマン帝国によるコンスタンティノープル征服以降も残っていたが、16世紀初頭までに無くなってしまった。1960年代に発掘調査が行われ、住宅地の下から一部の残骸が見つかった。

## 所在地
ミリオンの遺跡はイスタンブールのエミノニュ地区にある。アヤソフィアや地下宮殿にも近い。

## 歴史
330年、ローマ皇帝コンスタンティヌス1世が古代ギリシアの植民都市ビュザンティオンを再建し、ノウァ・ローマ（新ローマの意）と名付けて、「旧ローマ」から様々な要素を取り入れた。ビュザンティオン時代の城壁に近い第一区に、街の幹線道路メセ (Μέση Οδός) の起点として建てられたドームとテトラフィロン、すなわちミリオンもその一つであった。東ローマ帝国のヨーロッパ領に伸びるすべての道の起点とされ、各地の都市とコンスタンティノープルとの距離を測る基準となった。このアウグスタイオン広場からメセを望むモニュメントは、ローマの黄金の里程標と同じ役割を持っていたが、それよりはるかに複雑な構造を持つ建築となっていた。ドームを戴く2つの凱旋門があり、これを4つのアーチが支えていたのである。東を望む門の上には、コンスタンティヌス1世とその母ヘレナの像があり、彼らの後ろにテュケーの像が立っていた。
6世紀になると、ミリオンは東ローマ皇帝の威光を示すモニュメントとして重要になっていった。ユスティニアヌス1世は日時計を増設し、ユスティニアノス2世は下層に妻ソフィア、娘アラビア、姪ヘレナの像を追加した。そのほかにも、トラヤヌスやハドリアヌス、テオドシウス2世の騎馬像や、ヘーリオスの戦車といった様々な像が追加された。

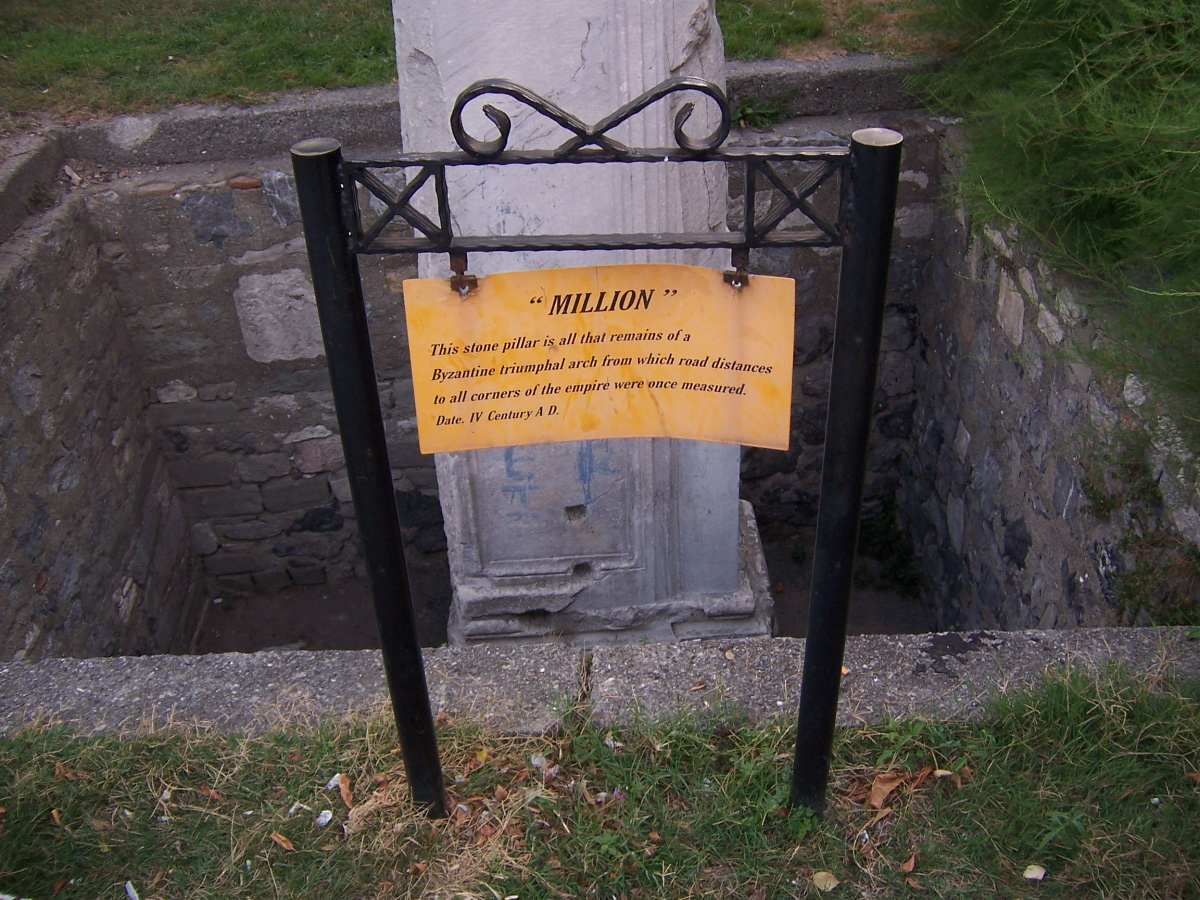
ミリオンの案内書き

8世紀半ば、フィリピコス・バルダネスとアナスタシオス2世が、ヴォールトに過去の公会議の絵を描かせた。しかしイコノクラスムが起きると、この絵はコンスタンティノス5世によってコンスタンティノープル競馬場の絵に差し替えられた。
政情不安が続いたコムネノス朝の時代、ニケフォロス3世ボタネイアテスとアレクシオス1世コムネノスの抗争などにおいて、戦略的用地にあるミリオンの周辺では立て続けに市街戦が繰り広げられた。マリー・ダンティオケは皇帝軍と戦う際にミリオンからアウグスタイオン広場に号令をかけた。
1268年から1271にかけて、ラテン帝国崩壊後、ミリオンはアウグスタイオン広場とともにハギア・ソフィア大聖堂が所有するところとなった。
1453年、オスマン帝国がコンスタンティノープルを征服したが、ミリオンはそのまま15世紀末まで残された。しかし16世紀初頭、おそらく近くのヴァレンス水道橋の拡張と給水塔（トルコ語: suterazi ）の建設のため、ミリオンは取り壊されてしまった。
20世紀後半にミリオンの所在地が学術的に推定され、1967年から1968年にかけてその場所の住居が解体されて発掘調査が行われた。ここからは石造の遺跡の断片が発掘され、現在柱のようにたてられている。これはおそらく、16世紀の水道工事で解体されたミリオンの、幹線道路メセ方面の部分の残骸であると考えられている。